# كوبا أمريكا 2011
كوبا أمريكا 2011 هي النسخة ال43 لكوبا أمريكا، البطولة الرئيسية لمنتخبات الوطنية لكرة القدم في أمريكا الجنوبية. المسابقة سوف تنظم من قبل اتحاد أمريكا الجنوبية لكرة القدم هي تنظيم بطولات كرة القدم في القارة، وعُقدت في الأرجنتين في الفترة من 1 يوليو - 24 يوليو. وحامل لقب البطولة هو الأوروغواي. أقيمت قرعة البطولة في 11 نوفمبر 2010 في تياترو دي لا بلاتا الأرجنتيني في لابلاتا.

## الدول المشاركة
تم دعي كل من اليابان والمكسيك للمشاركة مع الأمم العشرة في الكونميبول في البطولة. على الرغم من أن البناء على اقتراح من الاتحاد الأوروبي حول المنتخبات الوطنية المتنافسة في البطولات التي تنظمها مختلف القارات، أفيد في 23 نوفمبر 2009 أن البلدين قد لا يكون قادرون على المشاركة في كوبا أمريكا 2011. ومع ذلك، في 31 مارس 2010 أكد أن اتحاد الكونكاكاف بأن المكسيك لن يسمح له إرسال ممثلين للمنتخب الوطني الأولمبي تستكمل مع خمسة لاعبين فوق السن.
| - الأرجنتين (المستضيف) - بوليفيا - البرازيل (حامل اللقب) - تشيلي | - كولومبيا - الإكوادور - كوستاريكا (مدعو، حلت محل اليابان) - المكسيك (مدعو) | - باراغواي - بيرو - الأوروغواي - فنزويلا |

~ سترسل المنتخب الأولمبي 2012 بالإضافة إلى 5 لاعبين فوق السن المسموح.

## الملاعب
ثمانية مدن ستقوم باستضافة البطولة. المباراة الافتتاحية سيستضيفها ملعب ستاد سيوداد دي لا بلاتا، و النهائية ملعب أنتونيو فيسبوكيو ليبرتي.
| بوينس آيرس                   | بوينس آيرس قرطبة خوخوي لابلاتا ميندوزا سالتا سانتا في سان خوانكوبا أمريكا 2011 (الأرجنتين) | ميندوزا                             |
| ---------------------------- | ------------------------------------------------------------------------------------------ | ----------------------------------- |
| ستاد أنتونيو فيسبوكيو ليبرتي | بوينس آيرس قرطبة خوخوي لابلاتا ميندوزا سالتا سانتا في سان خوانكوبا أمريكا 2011 (الأرجنتين) | ستاد مالفيناس أرخنتيناس             |
| السعة: 64.000                | بوينس آيرس قرطبة خوخوي لابلاتا ميندوزا سالتا سانتا في سان خوانكوبا أمريكا 2011 (الأرجنتين) | السعة: 45,000                       |
|                              | بوينس آيرس قرطبة خوخوي لابلاتا ميندوزا سالتا سانتا في سان خوانكوبا أمريكا 2011 (الأرجنتين) |                                     |
| قرطبة                        | بوينس آيرس قرطبة خوخوي لابلاتا ميندوزا سالتا سانتا في سان خوانكوبا أمريكا 2011 (الأرجنتين) | سالتا                               |
| ستاد ماريو ألبيرتو كيمبيس    | بوينس آيرس قرطبة خوخوي لابلاتا ميندوزا سالتا سانتا في سان خوانكوبا أمريكا 2011 (الأرجنتين) | ستاد بادري إرنيستو مارتيرينا        |
| السعة: 57,000                | بوينس آيرس قرطبة خوخوي لابلاتا ميندوزا سالتا سانتا في سان خوانكوبا أمريكا 2011 (الأرجنتين) | السعة: 20,408                       |
|                              | بوينس آيرس قرطبة خوخوي لابلاتا ميندوزا سالتا سانتا في سان خوانكوبا أمريكا 2011 (الأرجنتين) |                                     |
| خوخوي                        | بوينس آيرس قرطبة خوخوي لابلاتا ميندوزا سالتا سانتا في سان خوانكوبا أمريكا 2011 (الأرجنتين) | سان خوان                            |
| ملعب 23 من أغسطس             | بوينس آيرس قرطبة خوخوي لابلاتا ميندوزا سالتا سانتا في سان خوانكوبا أمريكا 2011 (الأرجنتين) | ملعب بيسنتناريو                     |
| السعة: 24,000                | بوينس آيرس قرطبة خوخوي لابلاتا ميندوزا سالتا سانتا في سان خوانكوبا أمريكا 2011 (الأرجنتين) | السعة: 25,000                       |
|                              | بوينس آيرس قرطبة خوخوي لابلاتا ميندوزا سالتا سانتا في سان خوانكوبا أمريكا 2011 (الأرجنتين) |                                     |
| لابلاتا                      | بوينس آيرس قرطبة خوخوي لابلاتا ميندوزا سالتا سانتا في سان خوانكوبا أمريكا 2011 (الأرجنتين) | سانتا في                            |
| ستاد سيوداد دي لا بلاتا      | بوينس آيرس قرطبة خوخوي لابلاتا ميندوزا سالتا سانتا في سان خوانكوبا أمريكا 2011 (الأرجنتين) | ملعب بريغادير عميد استانيسلاو لوبيز |
| السعة: 53,000                | بوينس آيرس قرطبة خوخوي لابلاتا ميندوزا سالتا سانتا في سان خوانكوبا أمريكا 2011 (الأرجنتين) | السعة: 40,000                       |
|                              | بوينس آيرس قرطبة خوخوي لابلاتا ميندوزا سالتا سانتا في سان خوانكوبا أمريكا 2011 (الأرجنتين) |                                     |

## القرعة
تم إجراء فعاليات قرعة البطولة يوم 11 نوفمبر 2010 بمسرح تياترو دي لا بلاتا الأرجنتيني في لابلاتا عند الساعة 20:00 بتوقيت غرينيتش، وبثت في الأرجنتين من قبل القناة سبعة. في 18 أكتوبر، 2010، قررت اللجنة التنفيذية للكونميبول وضع المنتخبات في فئات قبل يوم القرعة النهائية.
| فئة 1                             | فئة 2                       | فئة 3                    | فئة 4                         |
| --------------------------------- | --------------------------- | ------------------------ | ----------------------------- |
| الأرجنتين · البرازيل · الأوروغواي | تشيلي · كولومبيا · باراغواي | بوليفيا · بيرو · فنزويلا | الإكوادور · اليابان · المكسيك |

ملاحظات
1. ↑  انسحبت اليابان فيما بعد في مايو 16، 2011، وحلت محلها كوستا ريكا.

## القوائم
كل الاتحادات ستقدم قائمة 23 لاعب المشارك في البطولة في 27 يونيو 2011.

## حكام البطولة
كل اتحاد سيقدم لائحة بأسماء حكام المباريات في البطولة في أواخر يونيو.

## الجولة الأولى
الدور الأول، أو دور المجموعات، شهدت الأثني عشر فريق يقسمون إلى ثلاث مجموعات من أربعة فرق. كل مجموعة كانت راوند روبين من ست مباريات، حيث لعب كل فريق مباراة واحدة ضد كل من الفرق الأخرى في المجموعة نفسها. الفرق منحت ثلاث نقاط في حين الفوز، نقطة واحدة للتعادل ولا شيء للهزيمة. الفرق الفائزة بالمركز الأول، الثاني وأفضل فريقين أصحاب المركز الثالث في كل مجموعة يتأهلوا للدور ربع النهائي.

### قواعد التأهل
1. أعلى رصيد من النقاط في جميع المجموعات
2. فارق الأهداف في مباريات المجموعة بين المجموعات كلها
3. أعلى رصيد من الأهداف سجله الفريق في جميع المجموعات
4. نتائج رأس لرأس
5. سحب القرعة من قبل الهيئة المنظمة في الكونميبول
| مفاتيح الألوان في دور المجموعات | مفاتيح الألوان في دور المجموعات        |
| ------------------------------- | -------------------------------------- |
|                                 | الفرق التي تأهلت إلى الدور ربع النهائي |

جميع الأوقات محلية «توقيت الأرجنتين» (ت ع م−03:00).

### المجموعة أ
| م | الفريق        | لعب | ف | ت | خ | أ.له | أ.ع | أ.ف | نقاط | التأهل             |
| - | ------------- | --- | - | - | - | ---- | --- | --- | ---- | ------------------ |
| 1 | كولومبيا      | 3   | 2 | 1 | 0 | 3    | 0   | +3  | 7    | مرحلة خروج المغلوب |
| 2 | الأرجنتين (H) | 3   | 1 | 2 | 0 | 4    | 1   | +3  | 5    | مرحلة خروج المغلوب |
| 3 | كوستاريكا     | 3   | 1 | 0 | 2 | 2    | 4   | −2  | 3    |                    |
| 4 | بوليفيا       | 3   | 0 | 1 | 2 | 1    | 5   | −4  | 1    |                    |

| الأرجنتين         | 1–1   | بوليفيا            |
| ----------------- | ----- | ------------------ |
| سيرخيو أغويرو 75' | تقرير | إدفاردو هرموزا 47' |

| كولومبيا         | 1–0   | كوستاريكا |
| ---------------- | ----- | --------- |
| أدريان راموس 44' | تقرير |           |

| الأرجنتين | 0–0   | كولومبيا |
| --------- | ----- | -------- |
|           | تقرير |          |

| بوليفيا | 0–2   | كوستاريكا                           |
| ------- | ----- | ----------------------------------- |
|         | تقرير | خوسوي مارتينيز 59' · جويل كامبل 78' |

| كولومبيا                        | 2–0   | بوليفيا |
| ------------------------------- | ----- | ------- |
| راداميل فالكاو 14'، 28' (ركلة.) | تقرير |         |

| الأرجنتين                                     | 3–0   | كوستاريكا |
| --------------------------------------------- | ----- | --------- |
| سيرخيو أغويرو 45+1'، 52' · أنخيل دي ماريا 63' | تقرير |           |

### المجموعة ب
| م | الفريق    | لعب | ف | ت | خ | أ.له | أ.ع | أ.ف | نقاط | التأهل             |
| - | --------- | --- | - | - | - | ---- | --- | --- | ---- | ------------------ |
| 1 | البرازيل  | 3   | 1 | 2 | 0 | 6    | 4   | +2  | 5    | مرحلة خروج المغلوب |
| 2 | فنزويلا   | 3   | 1 | 2 | 0 | 4    | 3   | +1  | 5    | مرحلة خروج المغلوب |
| 3 | باراغواي  | 3   | 0 | 3 | 0 | 5    | 5   | 0   | 3    | مرحلة خروج المغلوب |
| 4 | الإكوادور | 3   | 0 | 1 | 2 | 2    | 5   | −3  | 1    |                    |

| البرازيل | 0–0   | فنزويلا |
| -------- | ----- | ------- |
|          | تقرير |         |

| باراغواي | 0–0   | الإكوادور |
| -------- | ----- | --------- |
|          | تقرير |           |

| البرازيل                             | 2–2   | باراغواي                                |
| ------------------------------------ | ----- | --------------------------------------- |
| جادسون 38' · فريد (لاعب كرة قدم) 89' | تقرير | روكي سانتا كروز 54' · نيلسون فالديز 66' |

| فنزويلا                    | 1–0   | الإكوادور |
| -------------------------- | ----- | --------- |
| سيزار إدواردو غونزاليز 61' | تقرير |           |

| باراغواي                                                      | 3–3   | فنزويلا                                                     |
| ------------------------------------------------------------- | ----- | ----------------------------------------------------------- |
| أنتولين ألكاراز 32' · لوكاس باريوس 62' · كريستيان ريفيروس 85' | تقرير | سالومون روندون 4' · نيكولاس فيدور 89' · غريندي بيروزو 90+2' |

| البرازيل                                | 4–2   | الإكوادور               |
| --------------------------------------- | ----- | ----------------------- |
| ألكساندر باتو 28'، 61' · نيمار 48'، 71' | تقرير | فيليبي كايسيدو 36'، 58' |

### المجموعة ج
| م | الفريق     | لعب | ف | ت | خ | أ.له | أ.ع | أ.ف | نقاط | التأهل             |
| - | ---------- | --- | - | - | - | ---- | --- | --- | ---- | ------------------ |
| 1 | تشيلي      | 3   | 2 | 1 | 0 | 4    | 2   | +2  | 7    | مرحلة خروج المغلوب |
| 2 | الأوروغواي | 3   | 1 | 2 | 0 | 3    | 2   | +1  | 5    | مرحلة خروج المغلوب |
| 3 | بيرو       | 3   | 1 | 1 | 1 | 2    | 2   | 0   | 4    | مرحلة خروج المغلوب |
| 4 | المكسيك    | 3   | 0 | 0 | 3 | 1    | 4   | −3  | 0    |                    |

| الأوروغواي      | 1–1   | بيرو             |
| --------------- | ----- | ---------------- |
| لويس سواريز 45' | تقرير | باولو غيريرو 23' |

| تشيلي                                  | 2–1   | المكسيك           |
| -------------------------------------- | ----- | ----------------- |
| إستيبان باريديس 66' · أرتورو فيدال 72' | تقرير | نيستور أراوخو 40' |

| الأوروغواي        | 1–1   | تشيلي              |
| ----------------- | ----- | ------------------ |
| ألفارو بيريرا 53' | تقرير | أليكسيس سانشيز 64' |

| بيرو             | 1–0   | المكسيك |
| ---------------- | ----- | ------- |
| باولو غيريرو 82' | تقرير |         |

| تشيلي                     | 1–0   | بيرو |
| ------------------------- | ----- | ---- |
| أندريه كاريو 90+2' (ه.ذ.) | تقرير |      |

| الأوروغواي        | 1–0   | المكسيك |
| ----------------- | ----- | ------- |
| ألفارو بيريرا 14' | تقرير |         |

## مرحلة خروج المغلوب
|  | ربع النهائي                                | ربع النهائي                        |                                                   |         | نصف النهائي   | نصف النهائي   |  |  | النهائي                            | النهائي |
|  |                                            |                                    |                                                   |         |               |               |  |  |                                    |         |
|  | 16 يوليو – ملعب ماريو ألبيرتو كيمبس        |                                    |                                                   |         |               |               |  |  |                                    |         |
|  |                                            |                                    |                                                   |         |               |               |  |  |                                    |         |
|  | كولومبيا                                   | 0                                  |                                                   |         |               |               |  |  |                                    |         |
|  | كولومبيا                                   | 0                                  | 19 يوليو – ملعب سيوداد دي لا بلاتا                |         |               |               |  |  |                                    |         |
|  | بيرو (ب.و.إ.)                              | 2                                  |                                                   |         |               |               |  |  |                                    |         |
|  | بيرو (ب.و.إ.)                              | 2                                  | بيرو                                              | 0       |               |               |  |  |                                    |         |
|  | 16 يوليو – ملعب العميد استانيسلاو لوبيز    |                                    | بيرو                                              | 0       |               |               |  |  |                                    |         |
|  |                                            | الأوروغواي                         | 2                                                 |         |               |               |  |  |                                    |         |
|  | الأرجنتين                                  | الأوروغواي                         | 2                                                 | 1 (4)   |               |               |  |  |                                    |         |
|  | الأرجنتين                                  |                                    | 24 يوليو – ملعب مونومنتال أنتونيو فيسبوسيو ليبرتي | 1 (4)   |               |               |  |  |                                    |         |
|  | الأوروغواي (ر.ج.ت.)                        | 1 (5)                              |                                                   |         |               |               |  |  |                                    |         |
|  | الأوروغواي (ر.ج.ت.)                        | 1 (5)                              | الأوروغواي                                        | 3       |               |               |  |  |                                    |         |
|  | 17 يوليو – ملعب سيوداد دي لا بلاتا         |                                    | الأوروغواي                                        | 3       |               |               |  |  |                                    |         |
|  |                                            | باراغواي                           | 0                                                 |         |               |               |  |  |                                    |         |
|  | البرازيل                                   | باراغواي                           | 0                                                 | 0 (0)   |               |               |  |  |                                    |         |
|  | البرازيل                                   | 20 يوليو – ملعب مالفيناس أرخنتيناس |                                                   | 0 (0)   |               |               |  |  |                                    |         |
|  | باراغواي (ر.ج.ت.)                          | 0 (2)                              |                                                   |         |               |               |  |  |                                    |         |
|  | باراغواي (ر.ج.ت.)                          | 0 (2)                              | باراغواي (ر.ج.ت.)                                 | 0 (5)   | المركز الثالث | المركز الثالث |  |  |                                    |         |
|  | 17 يوليو – ملعب سان خوان ديل بايكينتيناريو |                                    | باراغواي (ر.ج.ت.)                                 | 0 (5)   | المركز الثالث | المركز الثالث |  |  |                                    |         |
|  |                                            | فنزويلا                            | 0 (3)                                             |         |               |               |  |  |                                    |         |
|  | تشيلي                                      | فنزويلا                            | 0 (3)                                             | 1       | بيرو          | 4             |  |  |                                    |         |
|  | تشيلي                                      |                                    |                                                   | 1       | بيرو          | 4             |  |  |                                    |         |
|  | فنزويلا                                    | 2                                  |                                                   | فنزويلا | 1             |               |  |  |                                    |         |
|  | فنزويلا                                    | 2                                  |                                                   |         | 1             |               |  |  |                                    |         |
|  |                                            |                                    |                                                   |         |               |               |  |  | 23 يوليو – ملعب سيوداد دي لا بلاتا |         |
|  |                                            |                                    |                                                   |         |               |               |  |  |                                    |         |

### ربع النهائي
| كولومبيا | 0–2 (ب.و.إ.) | بيرو                                          |
| -------- | ------------ | --------------------------------------------- |
|          | تقرير        | كارلوس لوباتون 101' · خوان مانويل فارغاس 111' |

| الأرجنتين           | 1–1 (ب.و.إ.) | الأوروغواي     |
| ------------------- | ------------ | -------------- |
| غونزالو هيغواين 17' | تقرير        | دييغو بيريز 5' |

| البرازيل | 0–0 (ب.و.إ.) | باراغواي |
| -------- | ------------ | -------- |
|          | تقرير        |          |

| تشيلي              | 1–2   | فنزويلا                                       |
| ------------------ | ----- | --------------------------------------------- |
| هومبيرتو سوازو 69' | تقرير | أوسوالدو فيزكاروندو 34' · غابرييل كيتشيرو 80' |

### نصف النهائي
| بيرو | 0–2   | الأوروغواي           |
| ---- | ----- | -------------------- |
|      | تقرير | لويس سواريز 52'، 57' |

| باراغواي | 0–0 (ب.و.إ.) | فنزويلا |
| -------- | ------------ | ------- |
|          | تقرير        |         |

### مباراة فاصلة من أجل المركز الثالث
| بيرو                                              | 4–1   | فنزويلا         |
| ------------------------------------------------- | ----- | --------------- |
| ويليام تشيروكي 41' · باولو غيريرو 63'، 89'، 90+2' | تقرير | خوان أرانغو 77' |

### النهائي
| الأوروغواي                              | 3–0   | باراغواي |
| --------------------------------------- | ----- | -------- |
| لويس سواريز 11' · دييغو فورلان 41'، 89' | تقرير |          |

## النتيجة
| بطل كوبا أمريكا 2011              |
| --------------------------------- |
| · الأوروغواي · للمرة الخامسة عشرة |

## الهدافون
5 أهداف
- باولو غيريرو

4 أهداف
- لويس سواريز

3 أهداف
- سيرخيو أغويرو

هدفين
| - نيمار - ألكساندر باتو | - راداميل فالكاو - فيليبي كايسيدو | - دييغو فورلان - ألفارو بيريرا |

هدف
| - أنخيل دي ماريا - غونزالو هيغواين - إدفاردو هرموزا - فريد - جادسون - إستيبان باريديس - أليكسيس سانشيز - هومبيرتو سوازو - أرتورو فيدال - أدريان راموس | - جويل كامبل - خوسوي مارتينيز - نيستور أراوخو - أنتولين ألكاراز - لوكاس باريوس - نيلسون فالديز - كريستيان ريفيروس - روكي سانتا كروز - ويليام تشيروكي - كارلوس لوباتون | - خوان مانويل فارغاس - دييغو بيريز - خوان أرانغو - غابرييل كيتشيرو - نيكولاس فيدور - سيزار إدواردو غونزاليز - غريندي بيروزو - سالومون روندون - أوسوالدو فيزكاروندو |

هدف ذاتي
- أندريه كاريو (لصالح تشيلي)

## الرعاية[4]
الراعي البلاتيني العالمي:
- إل جي
- ماستركارد[5]
- مجموعة سانتاندر[6]

الراعي الذهبي العالمي:
- كيا
- تيلسيل[7]
- كلارو[8]

الراعي الفضي العالمي:
- كانون[9]
- بدويايزر[10]
- كوكا كولا
- بتروبراز[11]

المزود الرسمي:
- سييرا[12]

الشريك الخيري:
- يونسيف

المزود المحلي:
- محافظة بوينس أيرس
- الأرجنتين

## الملاحظات
1. ↑  "ملاعب كوبا أمريكا 2011 قد تم اختيارها". CA2001.com. 16 أغسطس 2010. مؤرشف من الأصل في 2014-07-02.
2. ↑  "Sorteo de la Copa América 2011 en el teatro Argentino de La Plata" [Draw for the 2011 Copa América en the Teatro Argentino de La Plata]. كونميبول. 23 سبتمبر، 2010. مؤرشف من الأصل في 26 سبتمبر 2010. اطلع عليه بتاريخ 23 سبتمبر، 2010. {{استشهاد ويب}}: تحقق من التاريخ في: |تاريخ الوصول= و|تاريخ= (مساعدة) وتجاهل المحلل الوسيط |spanish= لأنه غير معروف (مساعدة)
3. ↑  "Copa América 2011: Argentina, Brasil y Uruguay cabezas de serie" [Copa America 2011: Argentina, Brazil and Uruguay seeded] (بالإسبانية). كونميبول. 18 أكتوبر، 2010. Archived from the original on 27 ديسمبر 2010. {{استشهاد ويب}}: تحقق من التاريخ في: |تاريخ= (help)
4. ↑  Organization Sponsors Copa América Argentina 2011 نسخة محفوظة 04 أغسطس 2017 على موقع واي باك مشين.
5. ↑  MasterCard نسخة محفوظة 07 أغسطس 2012 على موقع واي باك مشين.
6. ↑  Samtamder نسخة محفوظة 07 أغسطس 2012 على موقع واي باك مشين.
7. ↑  Telcel نسخة محفوظة 07 أغسطس 2012 على موقع واي باك مشين.
8. ↑  Claro نسخة محفوظة 07 أغسطس 2012 على موقع واي باك مشين.
9. ↑  Canon نسخة محفوظة 07 أغسطس 2012 على موقع واي باك مشين.
10. ↑  Budweiser نسخة محفوظة 07 أغسطس 2012 على موقع واي باك مشين.
11. ↑  Petrobras نسخة محفوظة 07 أغسطس 2012 على موقع واي باك مشين.
12. ↑  Seara نسخة محفوظة 07 أغسطس 2012 على موقع واي باك مشين.

## وصلات خارجية
- اللوائح الرسمية (بالإسبانية)